# Les Roises
Les Roises ist eine französische Gemeinde mit 27 Einwohnern (Stand 1. Januar 2022) im Département Meuse in der Region Grand Est (bis 2015 Lothringen).

## Geografie
Die Gemeinde Les Roises liegt etwa 30 Kilometer südwestlich von Toul an der Grenze zum Département Vosges. Nachbargemeinden von Les Roises sind Vouthon-Haut im Norden, Greux im Osten (Département Vosges), Domrémy-la-Pucelle im Südosten (Département Vosges), Seraumont im Südwesten (Département Vosges) und Vaudeville-le-Haut im Westen.

## Bevölkerungsentwicklung

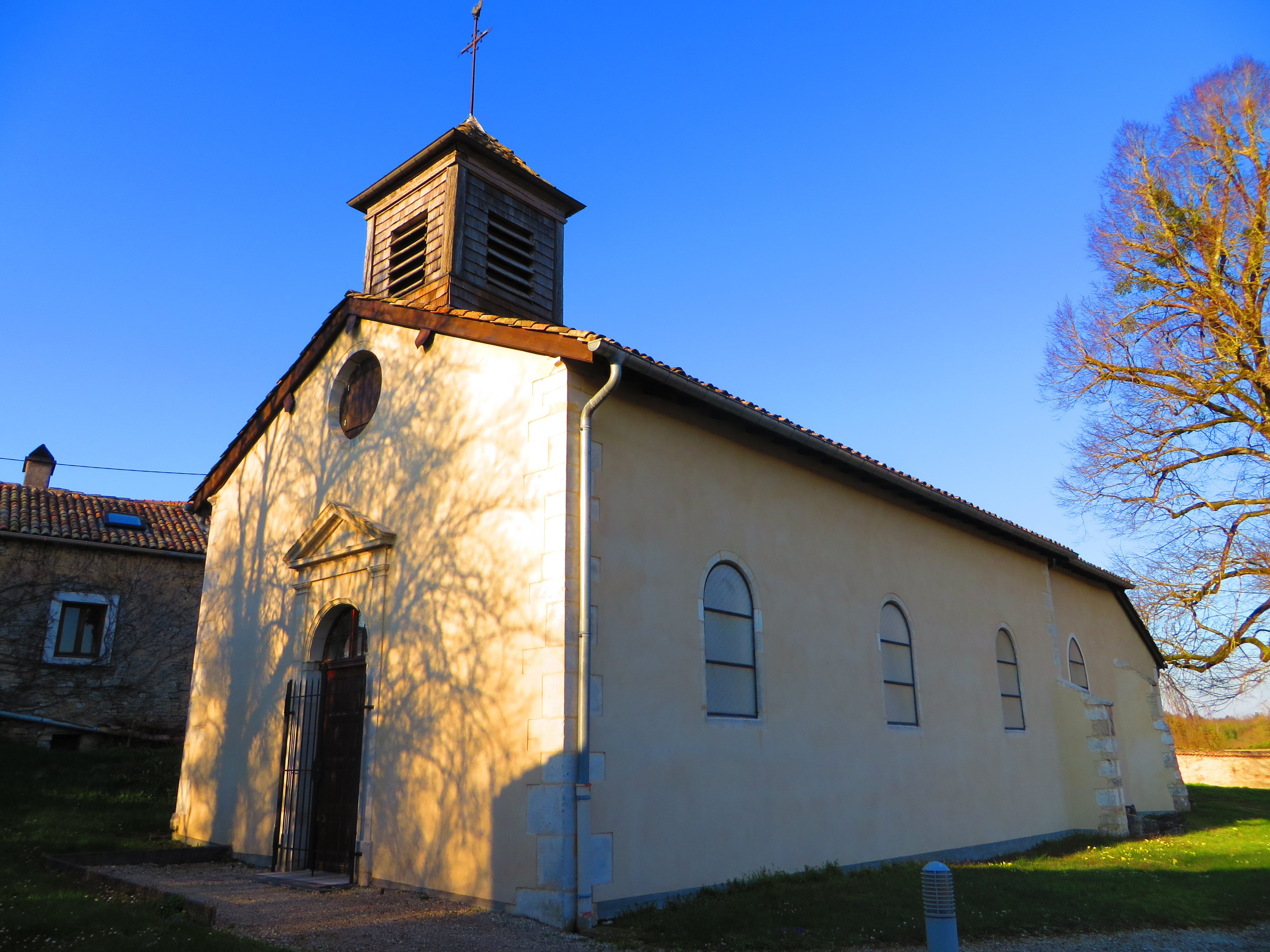
Mariä Geburt-Kirche

| Jahr      | 1962 | 1968 | 1975 | 1982 | 1990 | 1999 | 2005 | 2010 | 2019 |
| Einwohner | 35   | 32   | 26   | 34   | 40   | 40   | 40   | 33   | 29   |

## Sehenswürdigkeiten
- Kirche Nativité-de-la-Vierge von 1650 (siehe auch: Liste der Monuments historiques in Les Roises)